# Gaston Broquet
Gaston Broquet fue un escultor francés, nacido el año 1880 en Void-Vacon y fallecido el 1947.

## Datos biográficos
Gaston Broquet pasó su infancia en Void donde sus padres tenían una carnicería.
Es autor de numerosos monumentos a los muertos de la Primera Guerra Mundial, por lo que es conocido. Colaboró con la casa Fayenza de Quimper Henriot (fr).
Expuso en el Salón de los artistas franceses (fr) en 1912 y obtuvo una medalla y una bolsa de viaje de un montante de 4000 F.

## Obras
- Le vautour blessé : Robespierre, expuesto en el salon des artistes français 1912.
- André Maginot : en Revigny-sur-Ornain, rue Aristide-Briand
- Busto del escultor Abel Jamas exhibido en el Salón de 1830.
- Tête de femme - cabeza de mujer, conservado en el Museo del muelle Branly.
- José Germain, conservado en el Centro Nacional de Arte y Cultura Georges Pompidou
- Monumento a Maginot, en el sitio de Verdún en Fleury-devant-Douaumont.
- Vautrin de Balzac, salón de 1914
- Dans la boue de la Somme (En el barro de la Somme), medalla de oro en el salón de París de 1920.

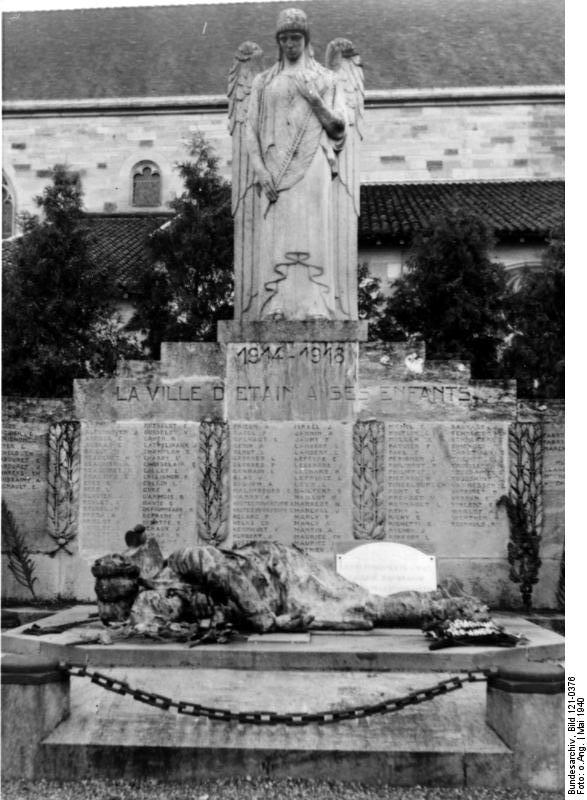
Étain, monumento a los muertos de la guerra, obra de 1926.

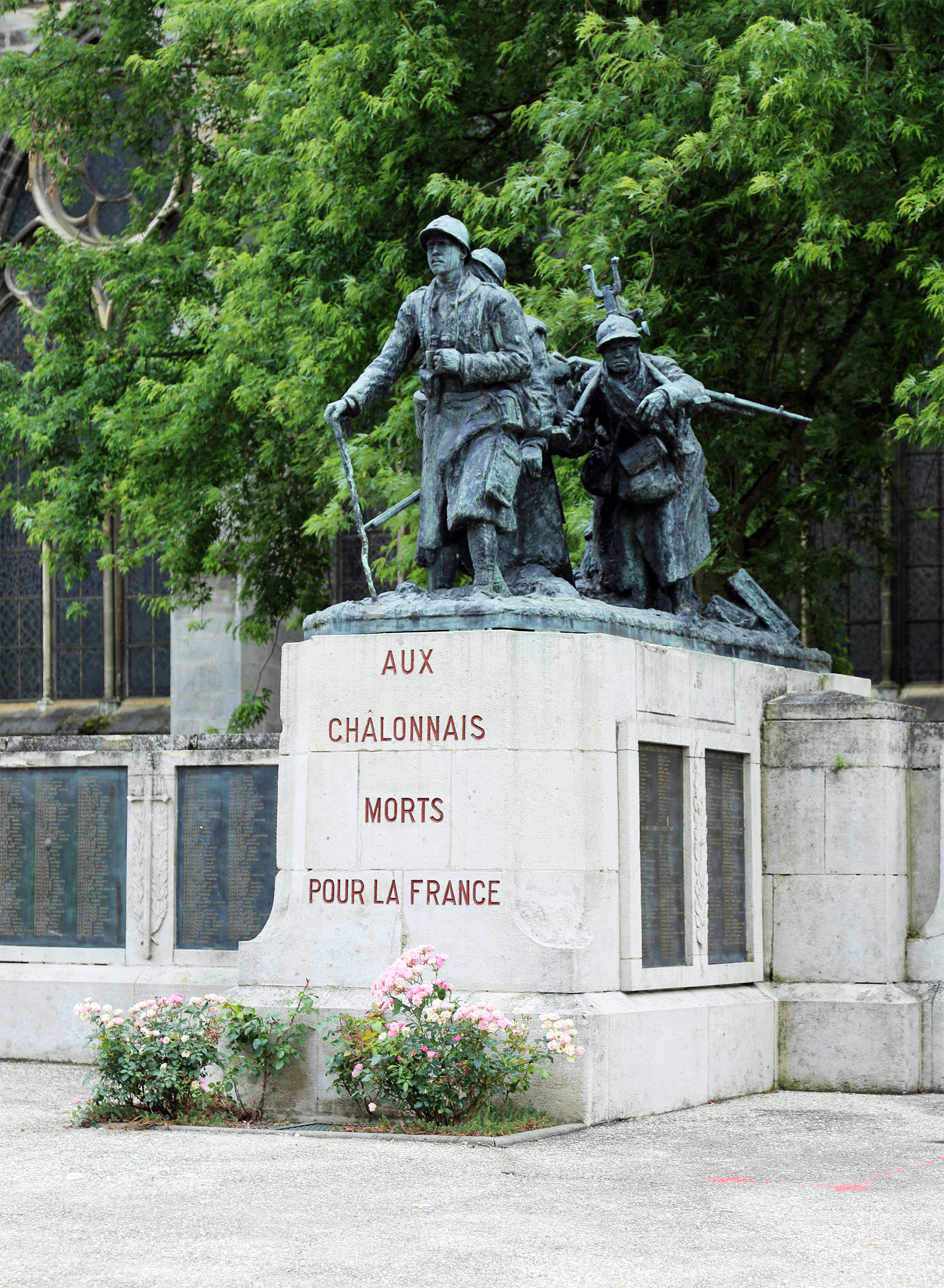
"El último relevo" en Châlons-en-Champagne.

### Monumentos a los muertos de la guerra 1914-1918
- Bains-les-Bains.
- Châlons-en-Champagne, la escultura se titula La Dernière Relève (el último relevo).[3] Se trata de una pieza escultórica de bronce representa una demi-escouade con un Lieutenant frente a la artillería de las trincheras.[4]

- Commercy, el monumento representa un grupo de ametralladores saliendo de la trinchera frente al enemigo portando la ametralladora.[5]
- Étain, monumento de 1926.
- Raon-l'Etape, el monumento se titula La Patrouille (La patrulla).
- Samogneux, L’Alerte aux gaz (la alerta de gas): la escultura representa de un joven soldado que trata de ponerse su máscara de gas.[6]
- Ligny en Barrois.